# Leptogorgia bayeri
Leptogorgia bayeri är en korallart som beskrevs av Williams och Lindo 1997. Leptogorgia bayeri ingår i släktet Leptogorgia och familjen Gorgoniidae. Inga underarter finns listade i Catalogue of Life.